# إرفينغ أغيلار
إرفينغ أغيلار (بالإسبانية: Irving Aguilar)‏ هو دراج مكسيكي، ولد في 6 يونيو 1970.

## وصلات خارجية
- إرفينغ أغيلار على موقع أرشيف الدراجات (الإنجليزية)
- إرفينغ أغيلار على موقع إحصائيات الدراجات الإحترافية (الإنجليزية)
- إرفينغ أغيلار على موقع CycleBase (الإنجليزية)
- إرفينغ أغيلار على موقع اللجنة الأولمبية الدولية (الإنجليزية)
- إرفينغ أغيلار على موقع أوليمبيديا (الإنجليزية)